# David Martin (labdarúgó, 1986)
David Edward Martin (Romford, 1986. január 22. –) angol labdarúgó, jelenleg a West Ham United kapusa. A West Ham United korábbi védőjének, Alvin Martinnak a fia. Öccse, Joe szintén focizik, a Northampton Town középpályása.